# صناعة الاتصالات
تتكون صناعات الاتصالات السلكية واللاسلكية  في قطاع تكنولوجيا المعلومات والاتصالات من جميع شركات الاتصالات / الهاتف ومقدمي خدمات الإنترنت وتلعب دورًا حاسمًا في تطور الاتصالات المتنقلة ومجتمع المعلومات .
لا تزال المكالمات الهاتفية التقليدية هي أكبر مصدر للإيرادات في هذه الصناعة، مع هذا فبالتقدم الكبير في تكنولوجيا الشبكة، تشعبت وتنوعت طرق الاتصالات وصارت أقل طلبا للصوت وأكثر نقلا للنص ( الرسائل والبريد الإلكتروني ) والصور (مثل دفق الفيديو ). ثم جاء الوصول إلى الإنترنت عالي السرعة لتطبيقات البيانات القائمة على الكمبيوتر مثل خدمات المعلومات ذات النطاق العريض والترفيه التفاعلي ، منتشر. خط المشترك الرقمي (DSL) هو تقنية اتصالات النطاق العريض الرئيسية. ويأتي هذا النمو المتسارع من ( القيمة المضافة ) خدمات تسليمها عبر شبكات المحمول .
تتوقع Insight Research  نمو إيرادات خدمات الاتصالات في جميع أنحاء العالم من 2.2 تريليون دولار في 2015 إلى 2.4 تريليون دولار في 2019.

## صناعة الاتصالات في العالم العربي
ربما دخلت هذه الصناعة متأخرة أو بعد رواجها في البلدان المتطورة الرائدة لكن لكن شكل التدارك ما زال صورتا لضعف هذه الصناعة في العالم العربي وقدرتها على المواكبة فإكتفت في غالب الأحيان بالتبعية والمواكبة.

## عمليات الدمج والاستحواذ
تم إجراء حوالي 24800 صفقة اندماج واستحواذ في صناعة الاتصالات بين الشركة المقتنية والشركة المستهدفة القادمة من قطاع الاتصالات. في ما يقدر بأكثر من 5.712 مليار دولار أمريكي تم إنفاقه في عمليات اندماج واستحواذ بين عامي 1985 و 2018 في هذه الصناعة. بين عامي 1990 و 2018 مرت هذه الصناعة على ثلاث موجات كبيرة من الإندماج والإستحواذ ثم تقلصت قيمة الصفقات بنسبة -90.12٪ ومن المتوقع أن تظل راكدة خلال عام 2018.
فيما يلي قائمة بأفضل 10 صفقات اتصالات في التاريخ مرتبة حسب الحجم:
| تاريخ الإعلان | اسم المستحوذ             | صناعة المستحوذ المتوسطة | بلد المستحوذة              | اسم الشركة المستهدفة              | الهدف منتصف الصناعة | الأمة المستهدفة            | قيمة الصفقة (مليون دولار) |
| 11/14/1999    | Vodafone AirTouch PLC    | لاسلكي                  | المملكة المتحدة            | Mannesmann AG                     | لاسلكي              | ألمانيا                    | 202,785.13                |
| 09/02/2013    | شركة فيريزون للاتصالات   | خدمات الاتصالات         | الولايات المتحدة الأمريكية | شركة فيريزون وايرلس               | لاسلكي              | الولايات المتحدة الأمريكية | 130,298.32                |
| 03/05/2006    | AT&T Inc                 | لاسلكي                  | الولايات المتحدة الأمريكية | شركة بيل ساوث                     | خدمات الاتصالات     | الولايات المتحدة الأمريكية | 72671.00                  |
| 05/11/1998    | شركة اس بي سي للاتصالات  | خدمات الاتصالات         | الولايات المتحدة الأمريكية | Ameritech Corp                    | خدمات الاتصالات     | الولايات المتحدة الأمريكية | 62,592.54                 |
| 01/15/1999    | مجموعة فودافون بي إل سي  | لاسلكي                  | المملكة المتحدة            | شركة AirTouch Communications Inc. | خدمات الاتصالات     | الولايات المتحدة الأمريكية | 60,286.87                 |
| 26/01/2000    | المساهمين                | المالية الأخرى          | كندا                       | شركة نورتل نتوركس                 | معدات الاتصالات     | كندا                       | 59973.57                  |
| 06/14/1999    | كويست كومون انترناشيونال | خدمات الاتصالات         | الولايات المتحدة الأمريكية | شركة US WEST                      | اتصالات أخرى        | الولايات المتحدة الأمريكية | 56307.03                  |
| 06/24/1998    | AT&T Corp                | خدمات الاتصالات         | الولايات المتحدة الأمريكية | شركة الاتصالات عن بعد             | كابل                | الولايات المتحدة الأمريكية | 53,592.49                 |
| 07/28/1998    | شركة بيل أتلانتيك        | خدمات الاتصالات         | الولايات المتحدة الأمريكية | شركة GTE                          | خدمات الاتصالات     | الولايات المتحدة الأمريكية | 53,414.58                 |
| 04/22/1999    | AT&T Corp                | خدمات الاتصالات         | الولايات المتحدة الأمريكية | ميديا ون جروب إنك                 | كابل                | الولايات المتحدة الأمريكية | 49278.87                  |

## شركات مشهورة في هذا المجال
- جمعية صناعة الاتصالات
- جمعية الاتصالات IEEE
- التصنيف: منظمات الاتصالات